# 中国工程热物理学会
中国工程热物理学会（英語：Chinese Society of Engineering Thermophysics），是由中华人民共和国从事工程热物理学科的个人和单位组成的全国性、学术性、非营利性社会团体，隶属于中国科学技术协会。

## 概况
中国工程热物理学会成立于1978年，现有会员五千余人，学会设有工程热力学、气动热力学、传热传质学、燃烧学、多相流、流体机械、能源利用七个学科分会。

## 期刊
- 《工程热物理学报》

## 颁发奖项
- 吴仲华奖励基金[2]